# Great White Waters
Great White Waters ist ein US-amerikanischer Tierhorrorfilm aus dem Jahr 2025 von Anthony C. Ferrante, der gemeinsam mit Geoff Meed das Drehbuch verfasste und für den Filmschnitt verantwortlich war. Der Film wurde von The Asylum produziert.

## Handlung
Rückblick: Gia Shah befindet sich mit ihrem Mann an der Küste Florida in den Flitterwochen. Als er sie von einem Boot aus mit dem Spielen einer Ukulele überrascht, wird er von einem Hai gefressen.
In der Gegenwart wird die Küstenregion für den Kokainhandel unter der Führung von Leo Reverend missbraucht. Dabei passiert es, dass eine Kiste Kokain im Wert von mehreren Millionen US-Dollar im Meer versinkt. Dies ruft verschiedenen Kleinkriminelle auf den Plan, die den Schatz bergen wollen. Als Gia eines Tages an der Küste taucht, stößt sie auf die Kiste mit dem Kokain und gerät ins Visier des Drogenkartells. In der Folge beginnen die unterschiedlichen Gruppierungen sich gegenseitig zu bekämpfen.
Reverend beauftragt Jareth Danzo damit, die Kiste zu bergen. Zu seinen Leuten gehören die furchteinflößende Frau namens Charlotte Harlow und die Scharfschützin Paulina Lee. Für alle Seiten entpuppen sich allerdings die weißen Haie als Gefahr, die in den Gewässern patrouillieren und jeden angreifen, der sich der Kiste Kokain nähert. Daher positioniert sich Paulina in einem Krähennest und beginnt, auf die Haie zu schießen. Nach und nach eliminieren sich die Verbrecher gegenseitig und immer wieder gibt es Verluste durch Haiangriffe. Dank eines Hai-EMP, einem modernen Hai-Abwehrmittels schafft es Gia zu überleben.

## Hintergrund
Der Film feierte seine Premiere am 4. Juli 2025 auf Tubi. In Deutschland war der Film erstmals am 2. August 2025 im Free-TV auf Tele 5 anlässlich des „Shark Weekend“ zu sehen.

## Rezeption
„Haihorrorfilm vom "Sharknado"-Veteran Anthony C. Ferrante.“

„Mies getrickst & geschrieben; null neue Ideen.“

Auf Decider werden die CGI-Effekte kritisiert. Es wird von einem Film gesprochen, der „mit einem sinnlosen Geschrägspiel, abführenden Dialogen und dem Effektbudget-Äquivalent einer Zwei-Dollar-Fünf-Unter-Geschenkkarte“ daher kommt. Trotz der Bemühungen, immer wieder Plot-Twist in die Geschichte einzubauen, versäume der Film aber Innovationen. Final schreibt Autor John Serba, dass er „mehr Spaß beim Nachschlagen von Hai-Filmtiteln als beim Ansehen von Great White Waters“ gehabt hätte.
Im Popcornmeter, der Zuschauerwertung auf Rotten Tomatoes, hat der Film aufgrund zu weniger Abstimmungen keine Wertung erhalten. In der Internet Movie Database hat der Film bei knapp 70 Stimmabgaben eine Wertung von 5,3 von 10,0 möglichen Sternen (Stand: Juli 2025).